# Tasmania JackJumpers
Die Tasmania JackJumpers sind eine professionelle Basketball-Mannschaft der australasischen National Basketball League (NBL) aus der im australischen Bundesstaat Tasmanien gelegenen Stadt Hobart.

## Erfolge
- NBL-Meister (1): 2024
- Playoff-Teilnahmen (3): 2022, 2023, 2024
- Final-Teilnahmen (2): 2022, 2024

## Saisonbilanzen
- Meister der NBL
- Vizemeister der NBL

| Saison  | Platz | Spiele | Siege | Niederlagen | Siegquote in % | PlayOffs                    |
| ------- | ----- | ------ | ----- | ----------- | -------------- | --------------------------- |
| 2021/22 | 4     | 28     | 17    | 11          | 60,7           | im Finale verloren          |
| 2022/23 | 4     | 28     | 16    | 12          | 57,1           | im Halbfinale ausgeschieden |
| 2023/24 | 3     | 28     | 16    | 12          | 57,1           | im Finale gewonnen          |
| 2024/25 | 7     | 29     | 13    | 16          | 44,8           | nicht qualifiziert          |

## Trainerhistorie
- Scott Roth: 2021–aktuell

## Heimarena
- MyState Bank Arena (2020–aktuell)